# Erimyzon
Genre
Erimyzon est un genre de poissons "ventouse" téléostéens de la famille des Catostomidae et de l'ordre des Cypriniformes. Le genre se rencontre en Amérique du Nord.

## Liste des espèces
Selon FishBase (13 juillet 2015):
- Erimyzon claviformis (Girard, 1856)
- Erimyzon oblongus (Mitchill, 1814)
- Erimyzon sucetta (Lacepède, 1803)
- Erimyzon tenuis (Agassiz, 1855)

## Galerie

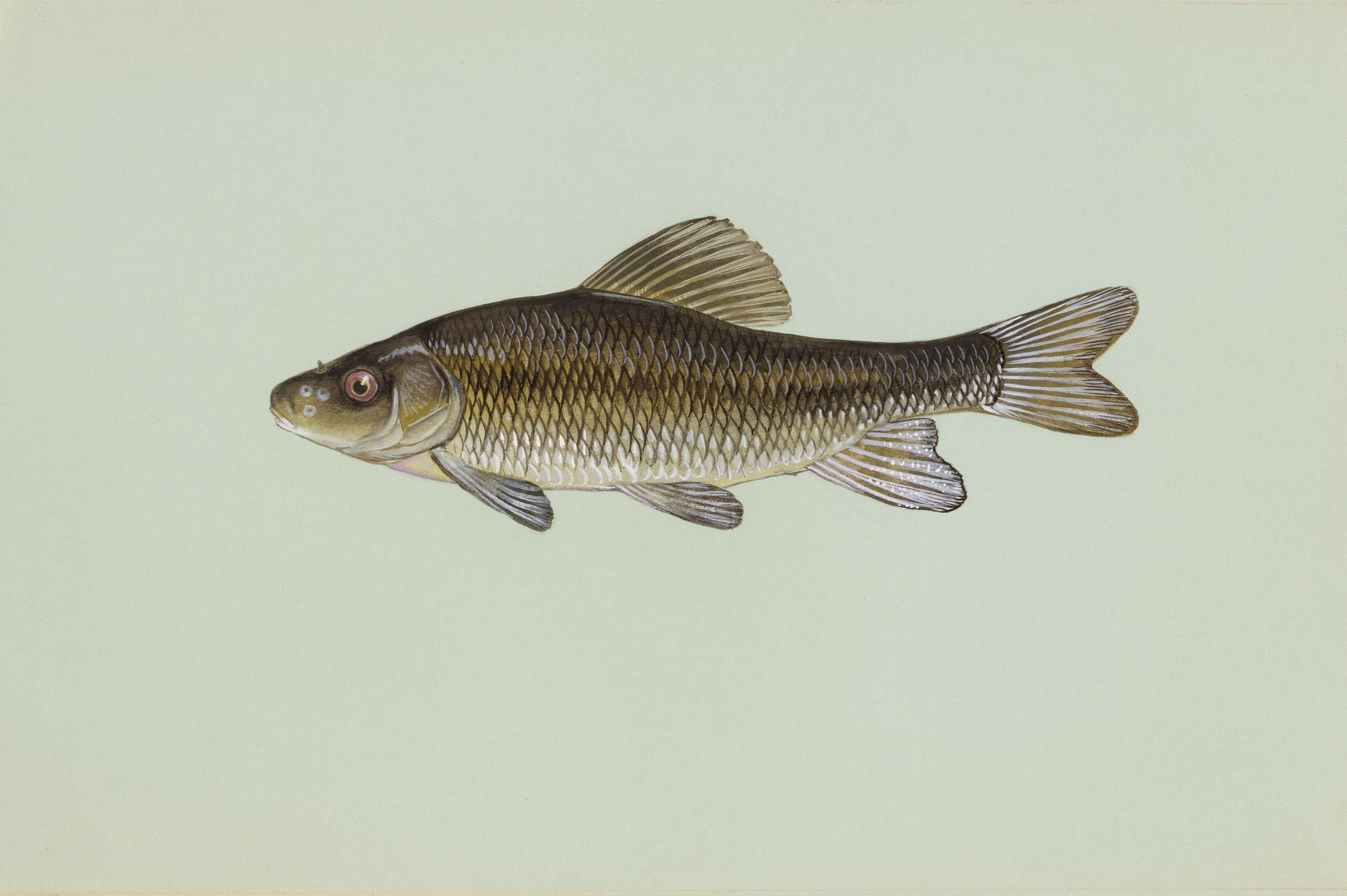
Erimyzon oblongus